# Gambia Radio & Television Service
Die Gambia Radio & Television Service (GRTS) ist eine halbstaatliche Rundfunkgesellschaft im westafrikanischen Staat Gambia.

## Geschichte
1962 wurde Radio Gambia gegründet.
Im Dezember 1995 wurde Radio Gambia von der Gambia Telecommunications Company übernommen und 1996 ein eigener Fernsehsender aufgebaut. Den Großteil des Kredites dafür stellte damals die Société Générale zur Verfügung. Diese beiden Einheiten wurden 2000 als eine eigenständige, staatliche Gesellschaft mit dem Namen Gambia Radio & Television Services (GRTS) ausgegliedert.
Im Juli 2018 wurde Generaldirektor Ebrima Sillah von Abdou Touray abgelöst, da Sillah als Minister für Information und Kommunikation (Minister of Information and Communication) im Kabinett Adama Barrow berufen wurde. Touray wurde am 27. Februar 2021 als Leiter von GRTS abgesetzt, Malick Jeng wurde am 1. März 2021 als sein Nachfolger eingesetzt.

## Auszeichnungen
Am 2010 erhielt die Gesellschaft den Order of the Republic of The Gambia im Rang eines „Commander“ (CRG).